# Autoroute M5 (Hongrie)

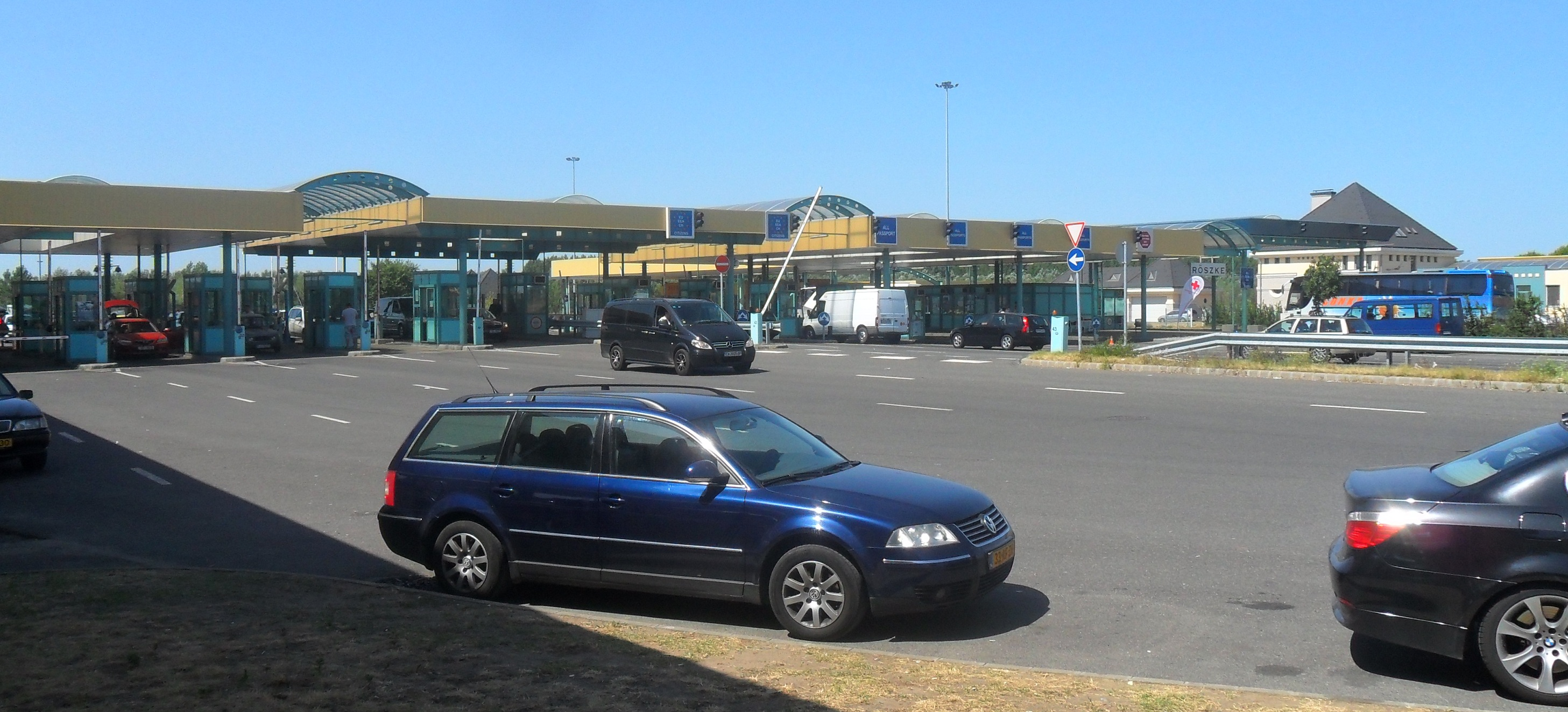
Le poste frontière avec la Serbie à Röszke.

Pour les articles homonymes, voir M5.
L'autoroute M5 est une autoroute qui relie Budapest à la Serbie via Kecskemét et Szeged. Elle correspond aux routes européennes E 60, E 71 et E 75.

## Capacité
| Section           | Capacité | Longueur |
| ----------------- | -------- | -------- |
| Budapest - Röszke |          | 173 km   |

## Routes Européennes
L’autoroute M5 est aussi :
| Numéro | Tracé                                       |
| ------ | ------------------------------------------- |
| E75    | Sur toute sa longueur (Budaörs M0 - Röszke) |